# 須賀利町
須賀利町（すがりちょう）は三重県尾鷲市の町名。郵便番号は519-3421（集配局：海山郵便局）。

## 概要
尾鷲湾北部、須賀利湾に面した漁村であり、尾鷲市の飛地である。尾鷲市街とは海を挟んで向かい合っている。1982年（昭和57年）に三重県道202号須賀利港相賀停車場線（須賀利道路）が開通するまで自動車で訪れることが不可能であった。道路の開通により、陸続きの紀北町との関係が深くなってきている。2012年（平成24年）9月29日に須賀利巡航船が廃止されると尾鷲市から紀北町へ生活圏を移す傾向が加速している。本項では同地域にかつて存在した須賀利村（すがりむら）についても記す。

## 地理
尾鷲市街地から見て北東に位置し、尾鷲湾の北の入り口に当たる。南側が海に面しており2つの入り江を有するが、西の入り江が須賀利漁港に指定されている。南向きの山地の山裾に扇状に集落が形成されている。北は矢口浦、東は島勝浦、西は引本浦と接する。隣接地区はすべて北牟婁郡紀北町の大字である。朝日新聞社・森林文化協会共催の「にほんの里100選」に選ばれている

### 小中学校の学区
公立小・中学校に通う場合、学区は以下の通りとなる。
| 番・番地等 | 小学校             | 中学校             |
| ---------- | ------------------ | ------------------ |
| 全域       | 紀北町立矢口小学校 | 紀北町立潮南中学校 |

かつては尾鷲市立須賀利小学校（2001年休校）、同須賀利中学校（1997年休校）が町内にあった。

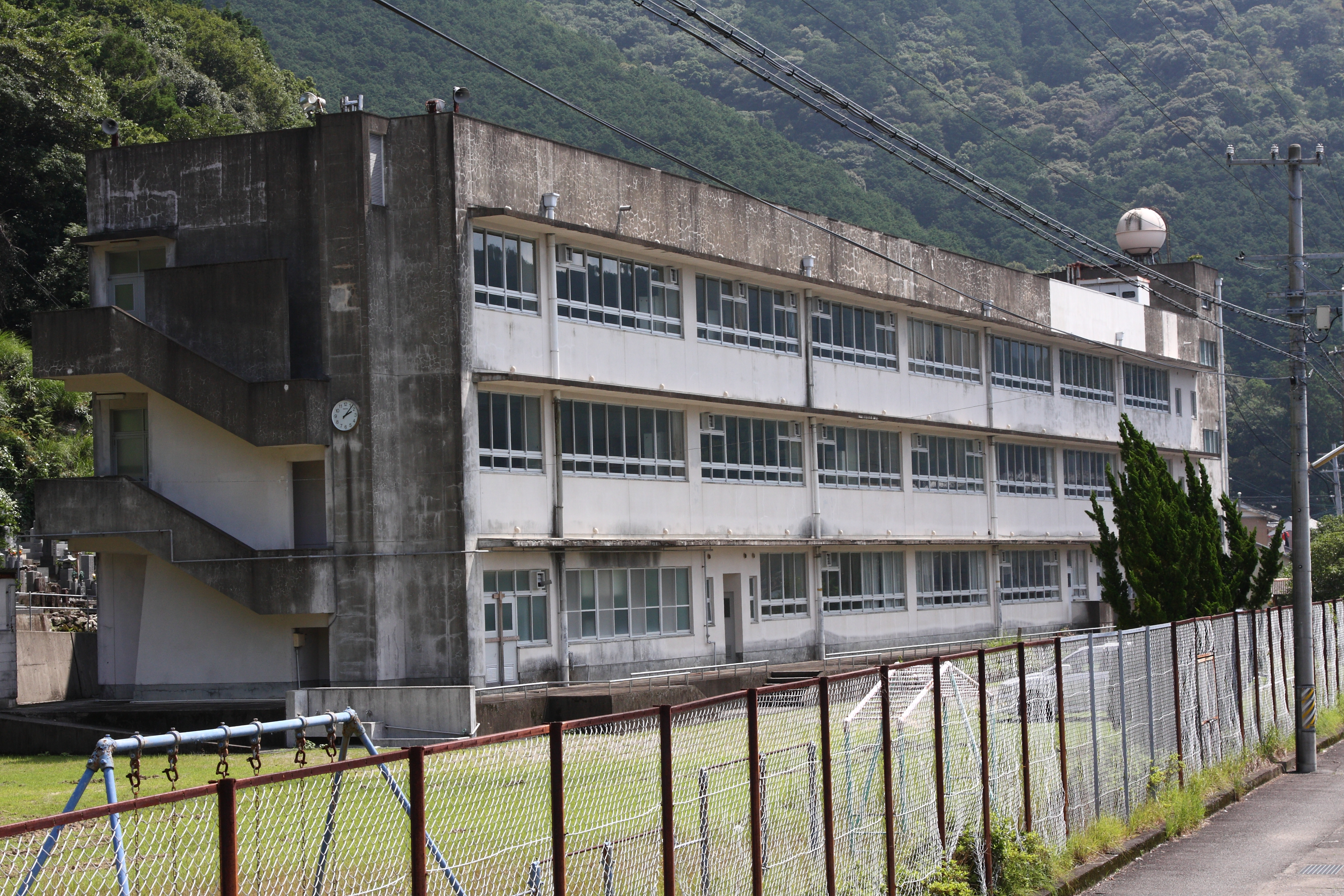
須賀利小学校（休校中）
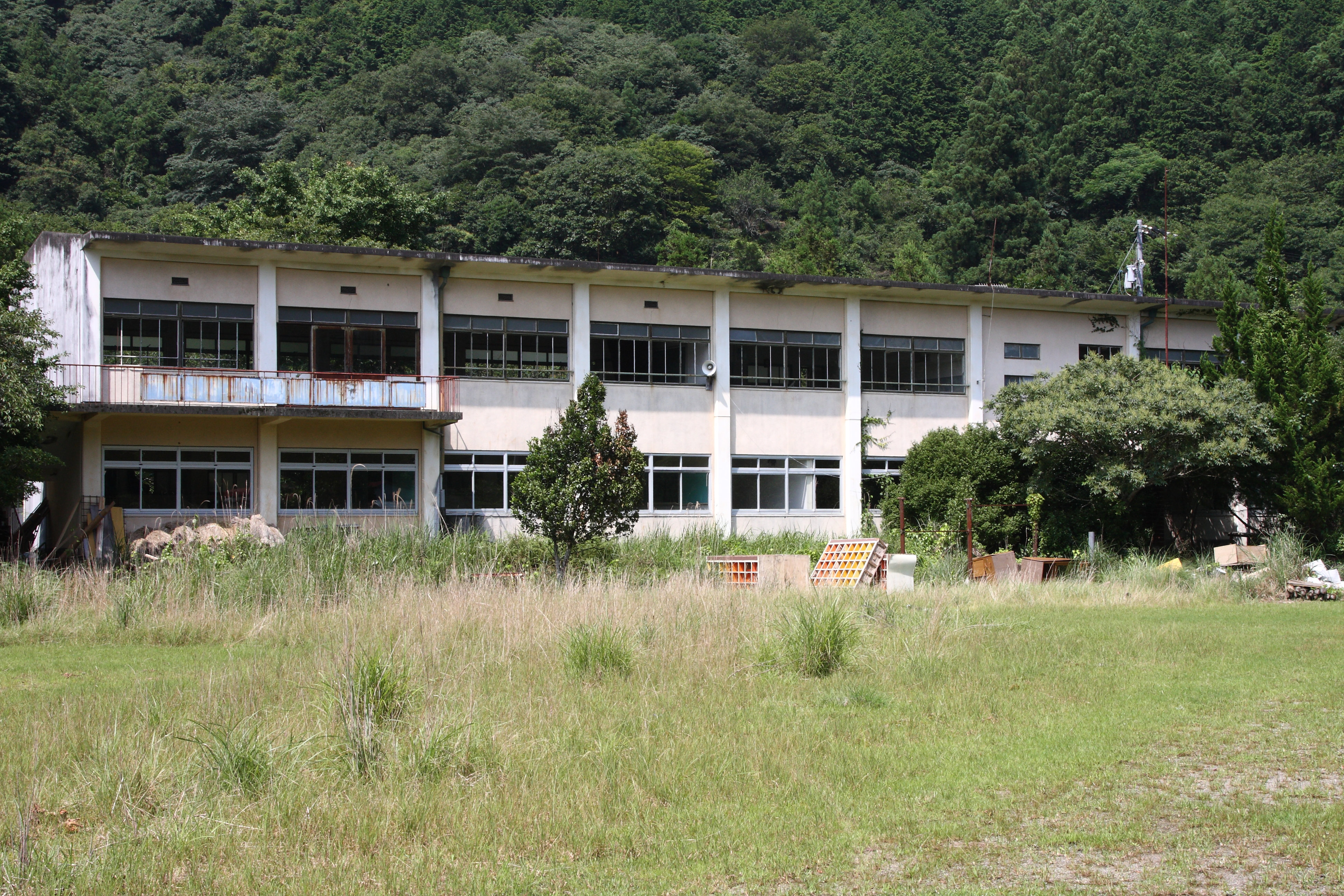
須賀利中学校（休校中）

## 歴史
江戸時代には江戸 - 大坂間を往来する廻船の風待ち港として栄えた。明治時代には桑名から「赤須賀船」と呼ばれる日用品を積載した船が来航したため、須賀利から出ずとも楽に生活ができた。町村制施行時は、村民が単独村制を希望したものの、郡長が財政の不安定さから連合戸長役場を設置していた引本村との合併を説得して引本村の大字となった。しかし1897年（明治30年）2月に須賀利区会は地理的孤立と不便を理由に引本村からの分離を議決し、同年5月29日に県からの許可を得て同年6月1日から須賀利村として単独村制の道を歩み始めた。1915年（大正4年）、須賀利巡航船が運航を開始する。1945年（昭和20年）8月14日、アメリカ軍によって爆弾が投下される。1982年（昭和57年）、県道開通により自動車での往来が可能となる。

### 沿革
- 1889年（明治22年）4月1日 - 町村制の施行により、北牟婁郡引本村大字須賀利浦となる。
- 1897年（明治30年）6月1日 - 引本村から分立し、北牟婁郡須賀利村となる[13]。
- 1954年（昭和29年）6月20日 - 北牟婁郡尾鷲町、九鬼村、南牟婁郡北輪内村、南輪内村と合併し、尾鷲市須賀利町となる。合併と同時に飛地になる。

### 町名の由来
- 『紀伊続風土記』によると、伊勢神宮内宮の神宝の須賀利御太刀にちなむとされる[15]。この説は須賀利が伊勢神宮領の須賀利御厨であったことからも有力視されている[15]。
- 須賀とは「砂州」のことであり、須賀利海岸の砂浜を指しているという説もある[15]。

## 世帯数と人口
2019年（令和元年）7月31日現在の世帯数と人口は以下の通りである。
| 町丁     | 世帯数  | 人口  |
| -------- | ------- | ----- |
| 須賀利町 | 144世帯 | 219人 |

### 人口の変遷
1793年以降の人口の推移。なお、1995年以後は国勢調査による推移。
| 1793年（寛政5年）  | 363人   | [ 16 ] |  |
| 1869年（明治2年）  | 436人   | [ 15 ] |  |
| 1920年（大正9年）  | 825人   | [ 15 ] |  |
| 1954年（昭和29年） | 1,402人 | [ 15 ] |  |
| 1980年（昭和55年） | 916人   | [ 17 ] |  |
| 1995年（平成7年）  | 538人   | [ 18 ] |  |
| 2000年（平成12年） | 421人   | [ 19 ] |  |
| 2005年（平成17年） | 348人   | [ 20 ] |  |
| 2010年（平成22年） | 276人   | [ 21 ] |  |
| 2015年（平成27年） | 227人   | [ 22 ] |  |

### 世帯数の変遷
国勢調査による世帯数の推移。
| 1995年（平成7年）  | 235世帯 | [ 18 ] |  |
| 2000年（平成12年） | 209世帯 | [ 19 ] |  |
| 2005年（平成17年） | 191世帯 | [ 20 ] |  |
| 2010年（平成22年） | 158世帯 | [ 21 ] |  |
| 2015年（平成27年） | 141世帯 | [ 22 ] |  |

## 須賀利漁港
須賀利漁港（すがりぎょこう）は三重県尾鷲市にあり、同市が管理する第2種漁港。1951年（昭和26年）7月28日に港湾指定を受けた。2006年（平成18年）の水揚量（属地水揚量）は279.2tであった。
沿革
1945年（昭和20年）から当時の須賀利村が村営船溜修築事業を実施して港湾施設を整備し、1951年（昭和26年）に第2種漁港指定を受ける。しかし、1959年（昭和34年）の伊勢湾台風の襲来で港は全壊、翌年から復旧工事を行う。その後、数回の改良工事が実施され、現在に至る。

### 三重外湾漁業協同組合紀州支所須賀利
三重外湾漁業協同組合紀州南支所三木浦事業所須賀利（みえがいわんぎょぎょうきょうどうくみあい きしゅうししょ みきうらじぎょうしょ すがり）は三重県尾鷲市須賀利町にある漁業協同組合の出張所。かつては須賀利漁業協同組合（すがりぎょぎょうきょうどうくみあい）という独立した漁協であった。2007年度の組合員数は194人で須賀利町民の約56％が加盟している。
諸統計（2007年現在）
- 組合員数：194人（正組合員93人、准組合員101人）
- 保有漁船：105隻（総トン数160.15t）
- 所在地：〒519-3421 尾鷲市須賀利町285番地4

### 主な漁獲魚種
- マダイ - 16の経営体が養殖しており、年間617tの漁獲がある[25]。須賀利漁協のマダイ養殖の取り組みはNHKの番組たべもの新世紀で2003年5月25日に取り上げられた[26]。
- イセエビ - 2000年（平成12年）度の漁獲高は8tであった[27]。
- ヨコワ（クロマグロの幼魚） - 伊勢まぐろの養殖種苗となる[28]。

## 文化

### 食
須賀利町では、尾鷲市本体とは異なった食文化を有する。郷土料理として、江戸時代からの伝統がある、「黒おにぎり」がある。黒おにぎりは黒砂糖を使ったおにぎりであり、ほんのりとした甘味がある。共同作業の際に食べられた。須賀利町では、黒おにぎり以外でも甘めの味付けが主流である。

### マスカケイワイ

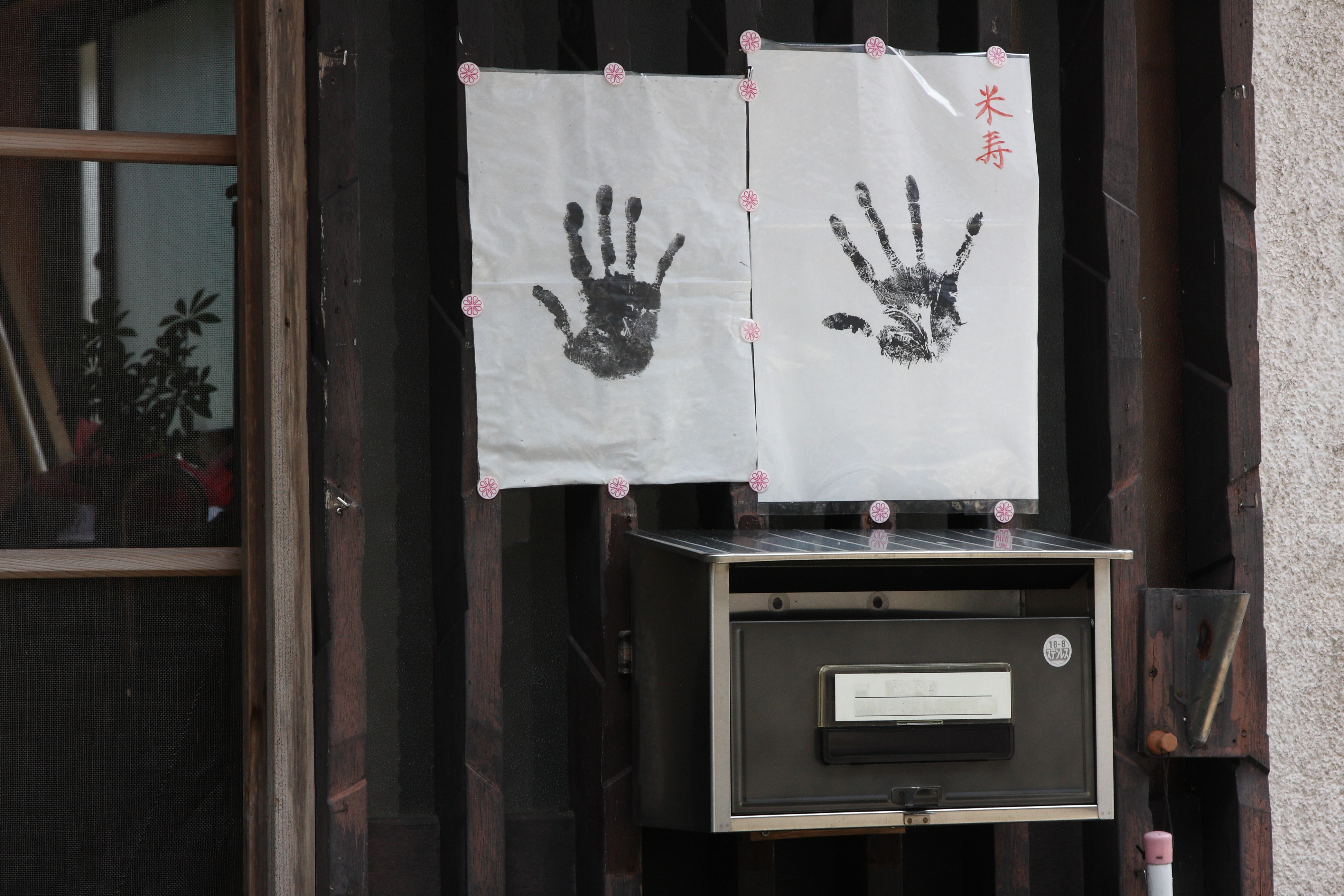
マスカケイワイの手形

須賀利町では、米寿の祝いで手形を取り、それを近所や親戚に配り、受け取った家で玄関に飾る「マスカケイワイ」という風習がある。厄除けと長寿にあやかる意味があるとされ、手形の主が亡くなると外される。
元は近畿地方一帯で広く行われた風習であったが、多くの地域で消滅し、2023年（令和5年）現在も続いている須賀利町でも、手形を貼るようになったのはいつからか、それはなぜなのか、忘れ去られている。

### 須賀利町で撮影された作品
- 映画『千年の愉楽』 - 中上健次原作、若松孝二監督で2011年11月7日から11月15日までロケーション撮影が行われた[34][35]。

## 交通・巡航船について
公共の交通機関はコミュニティバスだけであり、鉄道や航路は通じていない。最寄り駅は紀勢本線の相賀駅である。
2012年10月1日より、巡航船廃止に伴い尾鷲市ふれあいバス須賀利線（14人乗り）が須賀利地区 - 島勝間で1日5往復運行されている。島勝から三重交通の島勝線に接続し、尾鷲市街や紀北町相賀方面へ行くことができる。尾鷲市街までのバス料金は950円。1便当たりの利用客は1人強しかなく、尾鷲市政に負担を強いている。日曜運休（三重交通島勝線は日曜も運行）。

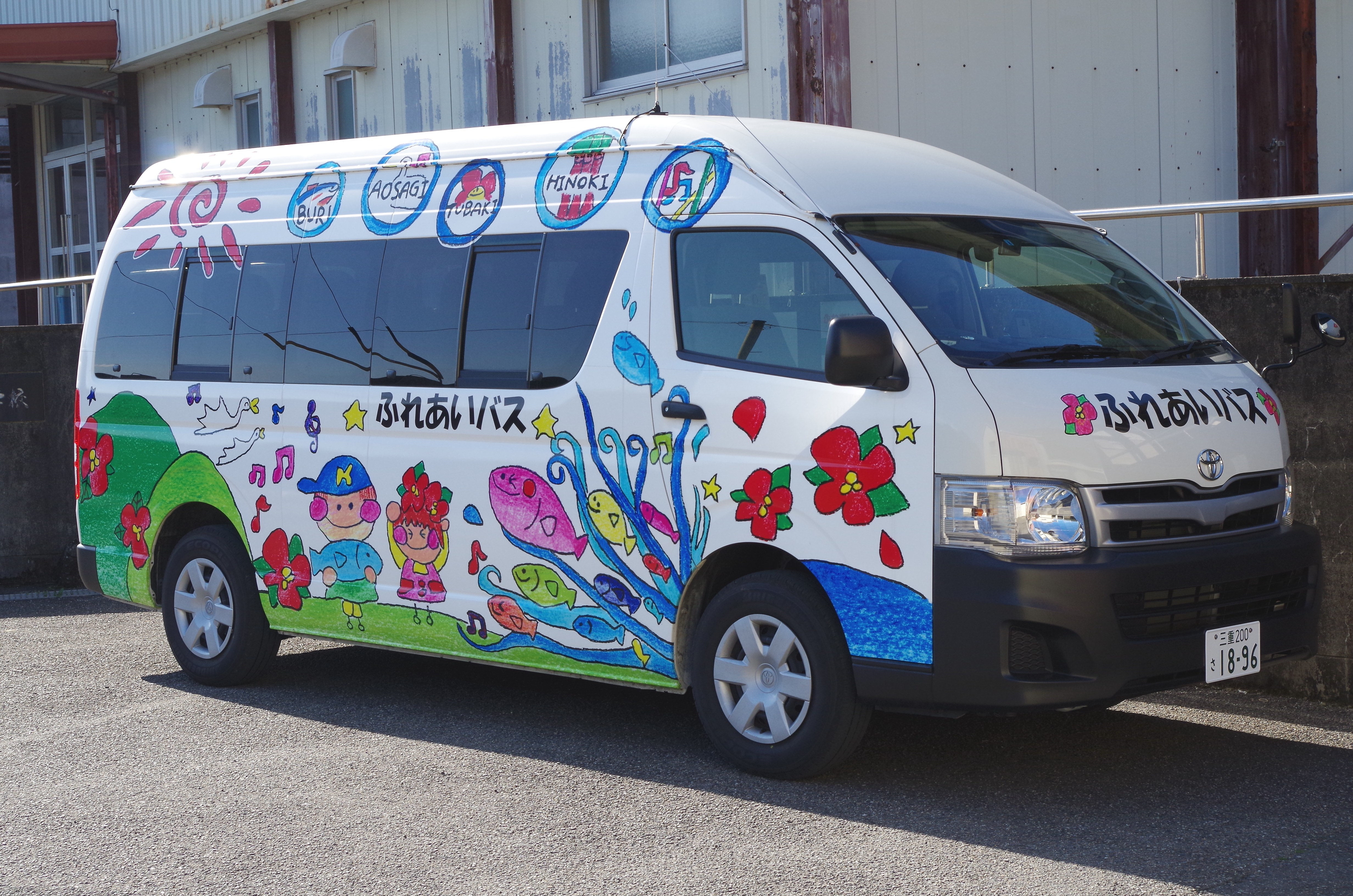
ふれあいバス 旧小学校前バス停

林道が半島を回るように繋がっており、距離は長くなるがそちらから矢口方面へ出ることもできる。
集落の上部から山を越えていく寺倉峠は現在集落の人間が使うことはほぼないが、観光客の散策道として利用されることがある。巡航船以前は寺倉峠を越えて下ったところに海山への渡し船があった。
主な道路
- 三重県道202号須賀利港相賀停車場線（須賀利道路）

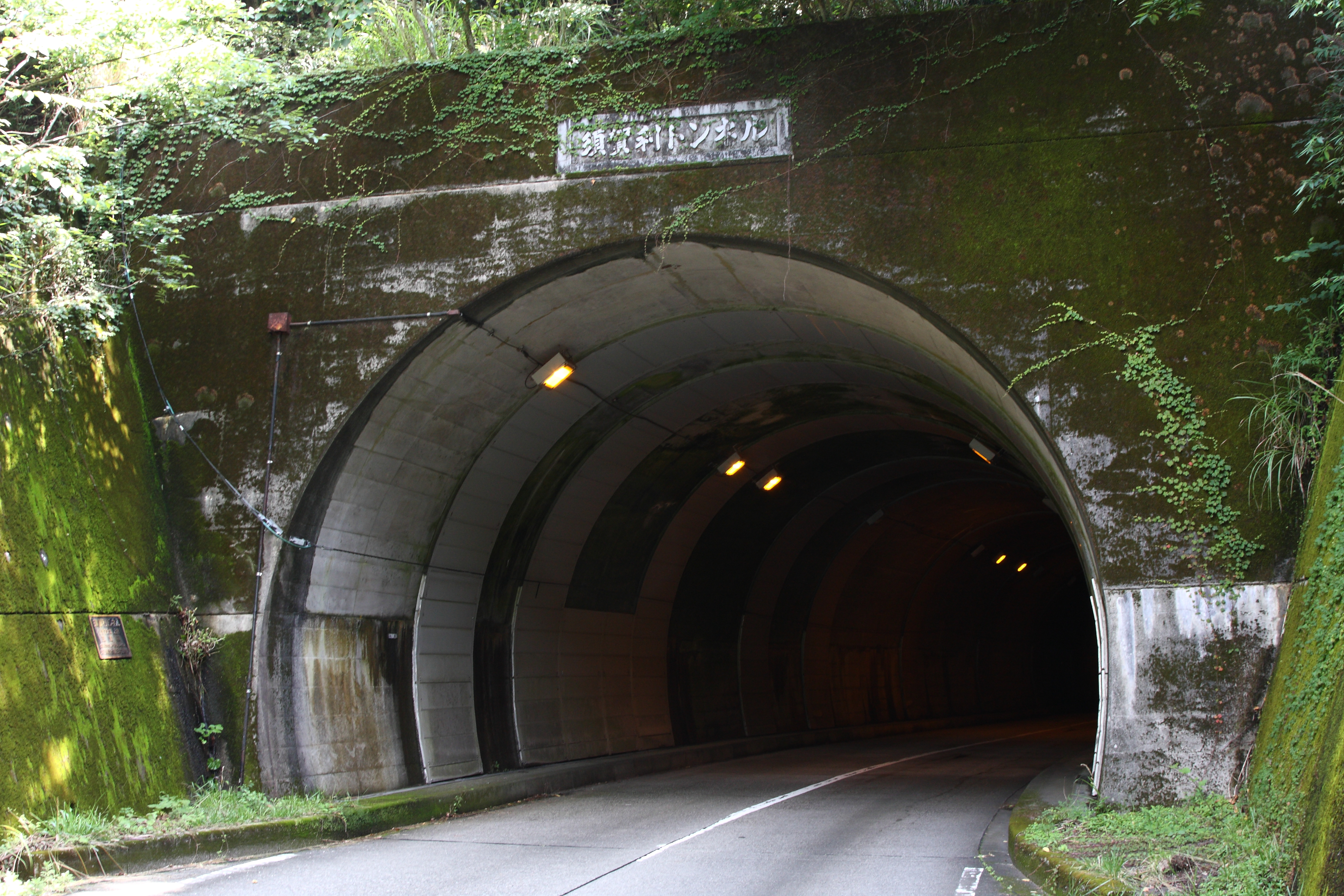
三重県道202号須賀利港相賀停車場線 須賀利トンネル

### 須賀利巡航船
須賀利巡航船（すがりじゅんこうせん）は尾鷲港と須賀利港を結ぶ航路及びその運営会社（有限会社）の名称。1日4便、尾鷲港と須賀利港を25分、500円で結ぶ航路を運航していた。2012年（平成24年）9月末をもって廃止された。

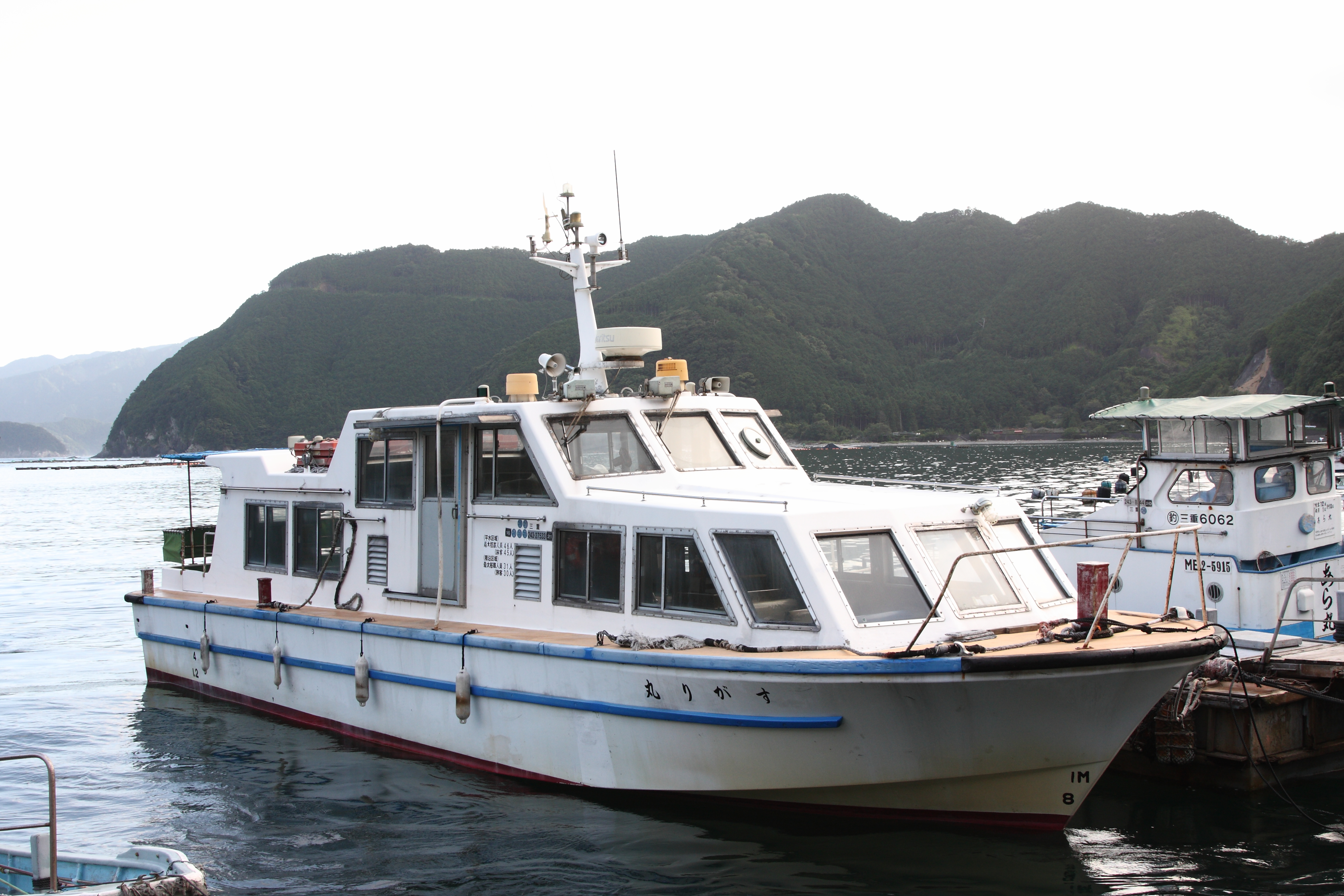
須賀利巡航船（2012年・現在廃止）

紀伊山地の霊場と参詣道が世界遺産に登録されたことを受け、旅行会社等に対して、「海の熊野古道」として売り込み、団体利用に対しては運休日の運航にも対応するとしていた。巡航船の廃止により、観光客の姿がほとんど見られなくなったという。

#### 巡航船の沿革
1915年（大正4年）、個人経営の定期船として運航を開始。その後、1995年（平成7年）からは尾鷲市と須賀利町の共同出資による第三セクター方式になった。1998年（平成10年）度には年間17,208人の利用があったが、2006年（平成18年）には5,947人にまで減少し、経営が苦しくなっていた。巡航船しか公共交通を持たない須賀利町では児童・生徒の通学や高齢者の通院・買い物などにはなくてはならない存在であり、2007年（平成19年）10月からは日曜日を運休して赤字を減らす取り組みを続けながら存続していた。
以前より住民からバスへの転換要望が出されており、2012年（平成24年）1月に行われた住民投票で巡航船の廃止とコミュニティバスへの転換が決定し、9月29日をもって廃止された。
最末期まで巡航船に使用されていた「すがり丸」は、1992年（平成4年）に現在の紀北町で製造されたものであるが、2013年（平成25年）1月の競売で紀北町の業者の所有となり、さらに同者が静岡県の業者に転売した。

#### 旧須賀利巡航船有限会社
- 事業所
  - 本社 - 尾鷲市須賀利町
  - 尾鷲取扱店 - 尾鷲市林町[40]
- 資本金：300万円[38]
- 所有船舶：45人乗り1隻[38]
- 出資者：尾鷲市（3分の2）、須賀利町（3分の1）…赤字補填には三重県も出資していた[38]。

## 施設
- 尾鷲市須賀利出張所
- 須賀利公民館

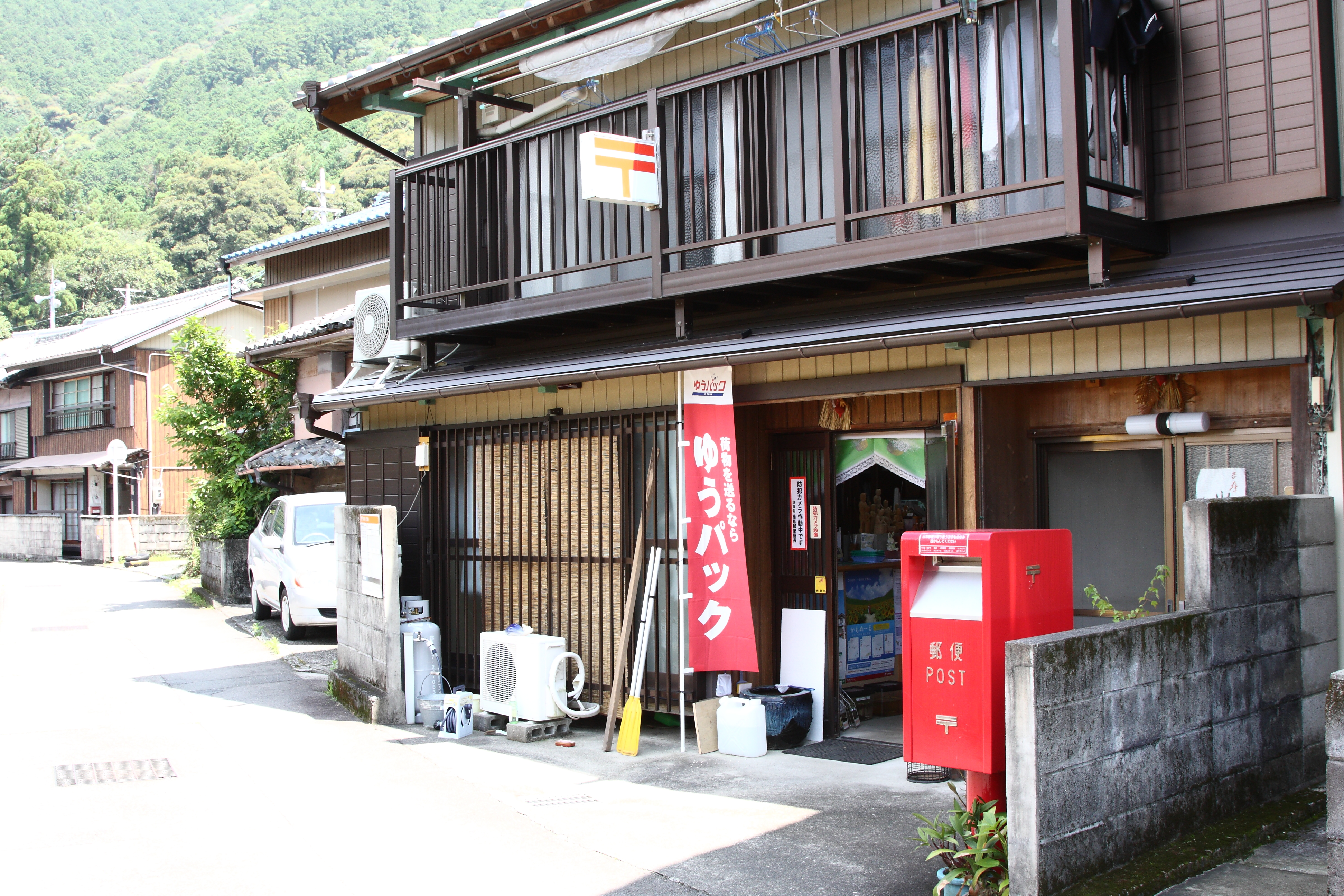
須賀利簡易郵便局（現在廃業）

かつては町内に「須賀利郵便局」（1999年3月31日廃業）→「須賀利簡易郵便局」（1999年4月1日開局）が存在していたが、2016年10月3日から一時閉鎖と成り、2022年現在は簡易郵便局の受託者を募集している。（現在最寄りの郵便局は、紀北町島勝浦の「桂城郵便局」）。

### 史跡
- 高宮神社
- 普済寺 - 曹洞宗。

## 出身者
- 岡本祐幸 - 物理学者[45]（名古屋大学名誉教授[46]）。